# El hijo de Stalin
El Hijo de Stalin es una novela histórica del autor británico Robert Harris ambientada en la Rusia poscomunista de los años noventa. La novela fue publicada en 1998. Su título original es Archangel, traducción al inglés del nombre de la ciudad rusa de Arcángel en la que transcurre gran parte de la acción. 
La BBC la ha adaptado en una serie para televisión, protagonizada por Daniel Craig, en 2006.

## Argumento
Fluke Kelso, un historiador británico especialista en la Unión Soviética, está invitado a una conferencia en Moscú. Allí encuentra a un exguardaespaldas de Lavrenti Beria que le habla de un cuaderno secreto que Beria había robado a Stalin justo antes de que este muriera. Fluke Kelso quiere encontrar ese cuaderno personal de Stalin. Para conseguir más información contacta a Mamantov. Pero no se puede fiar de este último. Poco después Fluke Kelso encuentra el cadáver del exguardaespaldas. Gracias a la hija de este encuentran el cuaderno. Tras leer la información del cuaderno Fluke Kelso se dirige al norte, a Arcángel. Lo acompaña un periodista americano muy ambicioso. Ambos son perseguidos por el servicio secreto ruso. Gracias al cuaderno, encuentran en la taiga de Arcángel al hijo de Stalin, un personaje muy peligroso. Después de un asalto de los servicios secretos Fluke Kelso, el periodista americano y el hijo de Stalin huyen a Arcángel, dónde toman el tren para volver a Moscú. Durante el viaje Fluke Kelso se entera de que fue víctima de una intriga y que fue utilizado para objetivos políticos, que tendían a volver a implantar el comunismo en Rusia.

### Personajes principales
- Fluke Kelso:

El historiador es el protagonista de la novela. No muy amado por sus colegas, la vida personal fracasada, pero con grandes éxitos en su vida profesional.
- O’Brian:

Es un periodista americano, egocéntrico, ambicioso y deshonesto que acompaña a Fluke Kelso, pero con intereses distintos.
- Souvorine:

Un agente de los servicios secretos rusos, anticomunista y ambicioso, que persigue a Fluke Kelso y a O’Brian.
- Papou Rapava:

El exguardaespaldas de Beria. Tiene más de 70 años, pasó muchos años en el koulag en Siberia y es el que desvela el secreto del cuaderno a Fluke Kelso.
- Zinaida:

Estudiante de derecho y prostituta, es la hija de Papou Rava, pero sin ninguna relación con este último. Ayuda a Fluke Kelso.
- Mamantov:

Ex-altofuncionario en los tiempos de la Unión Soviética, sueña con el regreso del antiguo sistema político.
- El Ruso:

Criado por agentes del NKVD en la región de Arcángel, este hombre peligroso y profundamente comunista es el hijo de Stalin.

## Cinematografía
La BBC la ha adaptado en una serie para televisión, protagonizada por Daniel Craig, en 2006.